# Sylvie Comtois
Pour les articles homonymes, voir Comtois.
Sylvie Comtois (née le 4 août 1963 à Montréal) est une marionnettiste québécoise.

## Eléments biographiques
Sylvie Comtois a commencé sa carrière de marionnettiste au Théâtre de l'Œil, en 1984. À partir de 1993, elle a travaille pour la télévision.
Elle est connue pour avoir participé, en tant que marionnettiste-interprète, à des créations au théâtre, cinéma et télévision au Québec, dont 1-2-3 Géant (Télé-Québec), Théo (Yoopa), Toopy and Binoo (Radio-Canada et Threehouse), Madame Croque-Cerise (Télé-Québec), Pacha et les Chats (Radio-Canada et Télé-Québec) et La Maison de Ouimzie (Radio-Canada et Télé-Québec), diffusés dans plus de 50 pays à travers le monde. Elle tourne des épisodes de 1-2-3 Géant, une série diffusée depuis 2011.
En théâtre, Sylvie a fait partie de l'équipe de fabrication de décors et marionnettes du Théâtre de l'Œil pendant plus de huit ans. Elle est aussi consultante en émissions pour enfants pour divers producteurs de télévision.

## Filmographie
- 2020 : La Dump : Belle
- 2019- : Passe-Partout : Ti-Brin
- 2010-2013 : 1-2-3 Géant (série télévisée, Télé-Québec) : Tissou et Nez Bleu
- 2012-2013 : Toopy and Binoo (série télévisée, Radio-Canada et Threehouse) : manipulation
- 2010 : Théo (série télévisée, YOOPA) : Mousse
- 2008-2009 : Oüm (DVD) : Oüm, Coco et Gigi
- 2006 : Allo Pierre-L'Eau (série télévisée, RADIO-CANADA) : Pique-assiette
- 2003 : Madame Croque-Cerise (série télévisée, TÉLÉ-QUÉBEC): Scénarisation
- 2001 : Hugo et le Dragon (film): Tous les personnages
- 1999-2003 : Madame Croque-Cerise (série télévisée, TÉLÉ-QUÉBEC): "Charlotte le Chat"
- 1998-2000 : Papi Bonheur (série télévisée, CANAL FAMILLE): "Ricotta et Double-Crème"
- 1997 : Picoli, Lirabo et les autres (série TV, CANAL FAMILLE): "Madame Page"
- 1995-1997 : La Maison de Ouimzie (série télévisée, RADIO-CANADA/TÉLÉ-QUÉBEC): "Loulou"
- 1994 : Anne la Banane (série TV, CANAL FAMILLE): "Anne"
- 1994 : Fred et cie (magazine culturel, RADIO-CANADA): manipulation
- 1992-1994 : Pacha et les chats (série TV, RADIO-CANADA): Rosie, Bajou et personnages invités
- 1993 : Géopuces (série TV, CANAL FAMILLE) : Tous les personnages invités
- 1993 : Les Bellemine (série TV, CANAL FAMILLE) : La mère
- 1990 : Echoes of the Sun (film IMAX, 3D) : Différents personnages

## Au théâtre
- 1999-2000 : Un autre Monde : Tous les personnages (120 représentations)
- 1990-1991 : Bonne fête Willy : Willy (350 représentations)
- 1987-1988 : Cœur à cœur : La Monstresse (250 représentations)
- 1984-1987 : Le soldat et la Mort : Belzébuth (250 représentations)
- 1984-1987 : Chouinard et Cie (TV) : Tous les personnages (60 représentations)

## Autres projets
- 1998-2007 : Émissions corporatives : Différents personnages
- 1996 : Voyage au cœur de Noël : Disque de chansons produit par Canal Famille